# Acaulon leucochaete
Acaulon leucochaete är en bladmossart som beskrevs av Stone 1976. Acaulon leucochaete ingår i släktet pygmémossor, och familjen Pottiaceae. Inga underarter finns listade i Catalogue of Life.